# 西部田村事件
『西部田村事件』（にしべたむらじけん）は、つげ義春の漫画作品。1967年12月に、『ガロ』（青林堂）に発表された全18頁からなる短編漫画作品である。

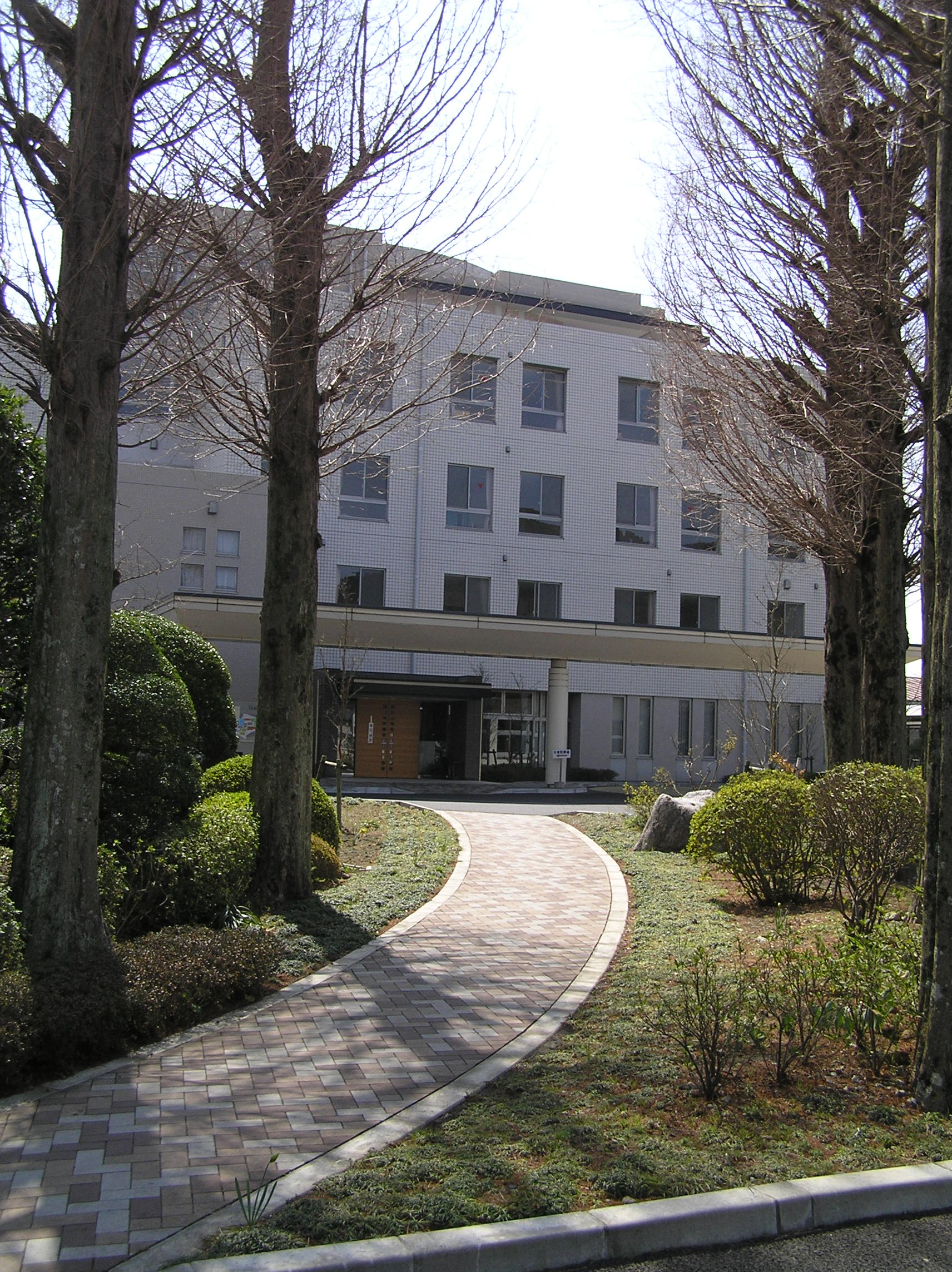
作品中の療養所のモデルとなった大多喜病院。ストーリーはつげの完全な創作である。

## あらすじ

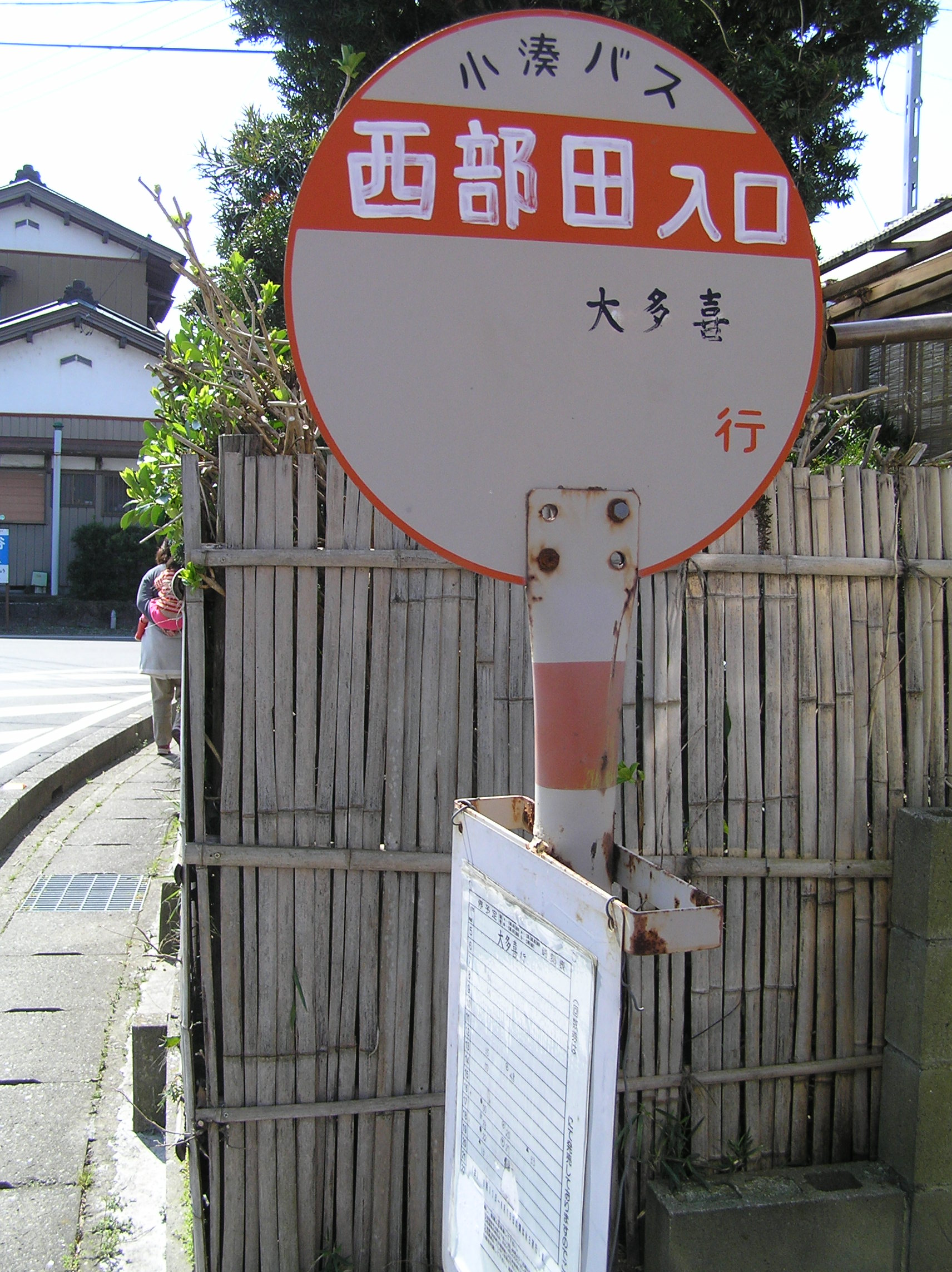
つげの作品には実在する地名をそのまま使ったものが多いが、この作品もそのひとつ。

西部田村へ釣りにやってきた主人公の青年は、時ならぬ騒ぎに遭遇する。精神病院である西部田療養所（現・大多喜病院）から患者が脱走したというのだ。小さな村では大事件であり、捜索隊が編成され村中が総出で患者を探し回っていた。皆、手に手に棍棒を持ち、殺気立っている。青年が、「まさか殺すわけでは」と問うと「そのときの調子ってもんだペサ」と返ってくる始末。
青年は彼らと別れ、ひとり夷隅川の釣り場をさかのぼる。と、茂みのそばで脱走患者と思しき男性に出会う。彼はしゃがみこんでマツタケを採っていたのだ。彼は青年をよい釣り場に案内しようという。青年は一瞬たじろぐが、下手に逆らっては、いつ豹変するか分からないと考え、恐る恐る同行する。彼は道々、身の上を話し出した。話してみると大変温厚そうな青年であり、大学を中退し、精神病院へ入院している話などを聞きだす。彼は思ったより正常であった。堰のある大変よい釣り場に到着した。2人で釣りを楽しもうとする矢先に、男は岩に開いた穴に足をはめてしまった。穴の中では逃げ場をなくした魚が男の足裏をくすぐる。青年が病院へ連絡を取って現場へ引き返したときには、男の足は抜けていた。翳るのが早い谷間の日に男は風邪を引いてしまったようだ。男は医師に連れられ山を下りた。主人公の青年は、巻き添えを食ってぐったりしていたハヤを、そっと流れに放してやった。ネコヤナギの下でしばらくじっとしていたハヤは、それから勢いよく泳いでいった。

## 解説

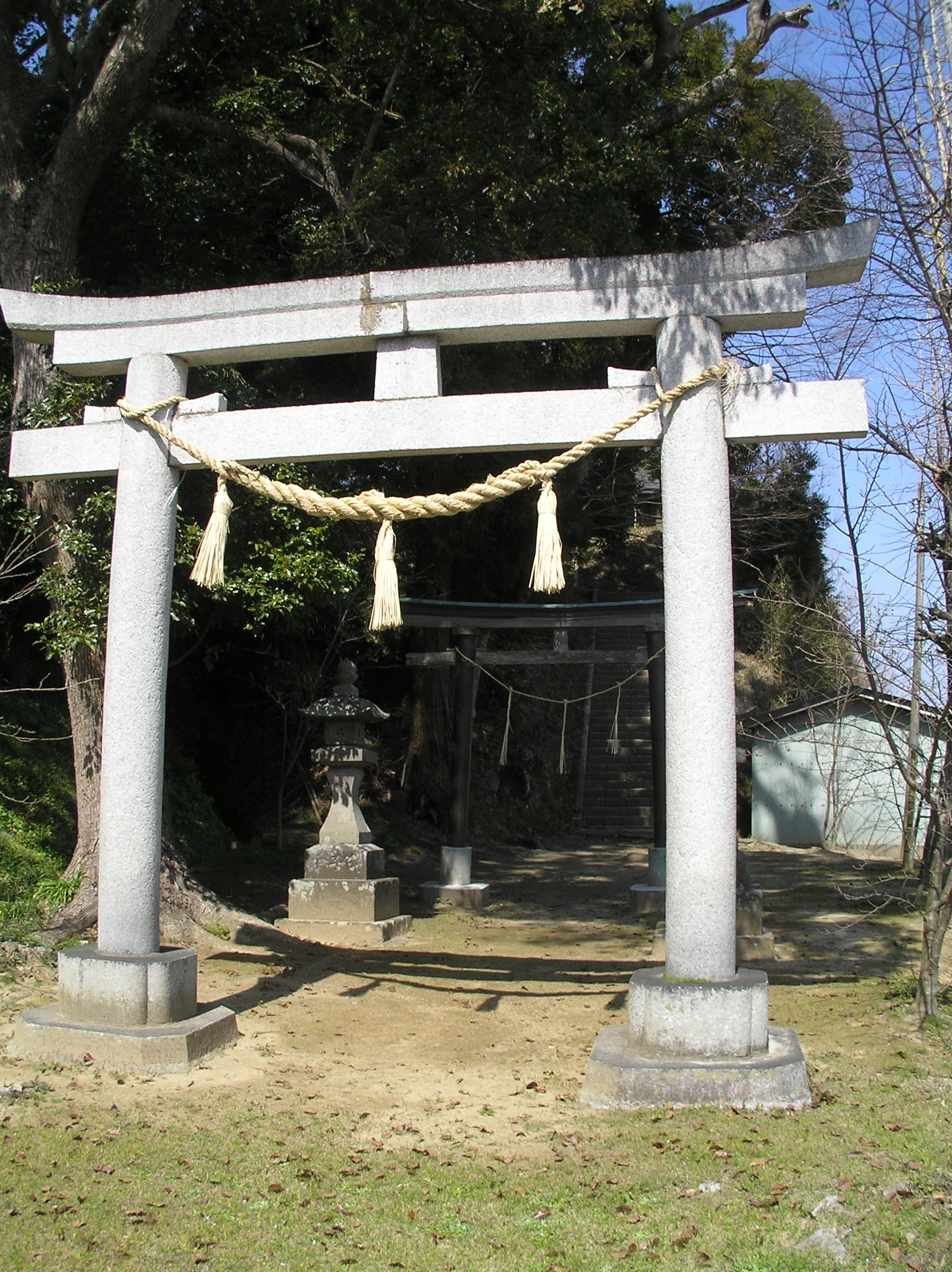
作品に登場する神社

1966年の『沼』で新境地を開拓したつげは、突然吹っ切れたかのように「チーコ」、「初茸がり」を、翌1967年には、「李さん一家」、「峠の犬」、「紅い花」など7作品、1968年には「オンドル小屋」、「ほんやら洞のべんさん」、「ねじ式」、「ゲンセンカン主人」など彼の代表作ともいえる7作品を立て続けに発表する。『ガロ』という自由な表現の場を得たことが最大の原因だが、この作品は「紅い花」や「沼」同様に、白土三平につれられ大多喜に出かけた際の印象が発想の根源になっている。それまでのつげは錦糸町の下宿に引きこもった生活を送っており、大多喜の自然に触れたことが大きく創作に影響を及ぼした。「自然の風物の何もかもが新鮮に見えて、目からうろこが落ちた」（つげの言葉どおり）らしい。白土の定宿であった寿恵比楼旅館に泊まり、白土とともにしばしば夷隅川へ釣りに出かけた。釣り場へ行くときには、精神病院（現・大多喜病院）の横を通っていくのだが、その際にそこから患者が逃げ出したらどうなるかを空想したことがヒントとなり、作品のストーリーは生まれた。しかし、つげの作品の主題は精神病院や患者に関することではなく、旅の気分、ローカルな気分に自分自身が浸っている感覚を表現することであった。さほどに、大多喜の自然はつげに強い印象を与え、そこでは都会のアパートでの閉塞された生活から自然の中へ開放された至福に浸っていた。また、この作品は、当時傾倒していた井伏鱒二のユーモア小説の影響も多分に受けている。

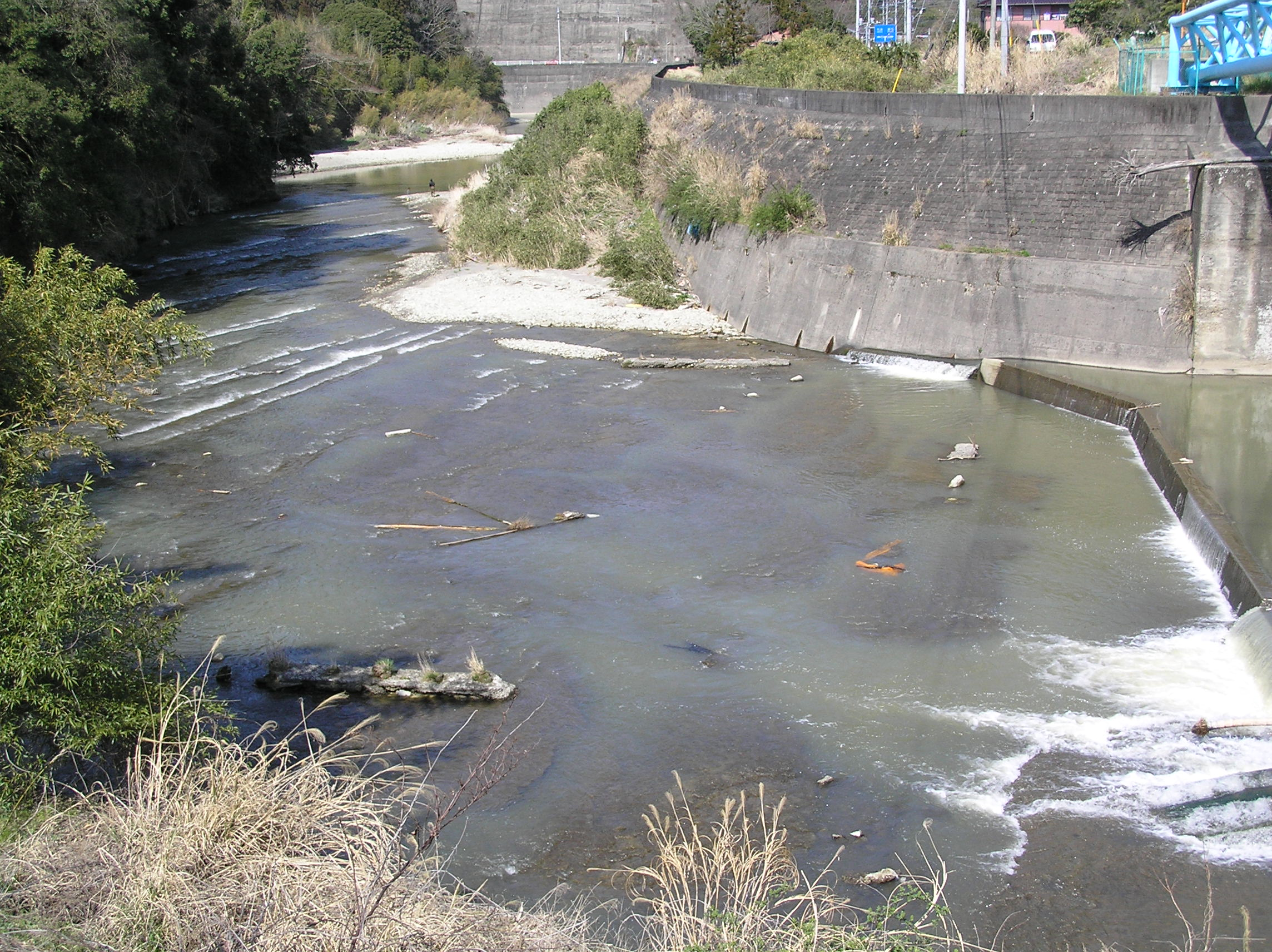
精神病院を脱走した青年が足を落とした堰。実際に足を落としたのは白土三平である

作中に、夷隅川の堰堤のそばで脱走患者が杭の穴に足を落としぬけなくなる場面が描かれているが、実際には白土三平がその場所で足を落とし膝くらいまではまり込んだ。作品では、穴の中の魚が足をくすぐる逸話があるが、これはつげの創作である。つげは、のちに精神疾患（不安神経症）を発症するが、このころよりすでに心の病を持ったものに対するシンパシーを持っており、そうした心情が作品に反映されている。ストーリーそのものは暗い話ではないが、そのラストシーンは妙に物悲しさを誘うが、つげはその寂しさを抑えて出すことにむしろ苦心している。穴の中でぐったりしてしまった魚を流れに帰してやる際に、ネコヤナギの下でしばらくじっとしているシーンも空想であるが、じっとしたあとで泳いでいく終わらせ方は、空想の中ではけっこういいシーンだったとつげ自身は感じた。また、こうした余韻を残す描き方をつげは好み、ひとつの作劇法として身につけていた。起承転結の結が、ドラマ的でない場合は、なにか余韻を持つべしとするのがつげの持論である。
大多喜での旅の印象が、つげに直後から一般読者にも人気を博すことになる「旅もの」を描かせる大きなきっかけとなったが、この作品がそのはじまりといってよい。つげ自身、この作品から旅ものを描くのが面白くなったと述べている。

### 改変
この作品は、旅する主人公である青年のモノローグで始まるが、2コマ目と3コマ目に重ねられているセリフが、後に以下のように改変された。
これに関し、久保隆は、改変された事情は十分、了解できる。このモノローグが改変されたことで作品性が退行したかといえば、そういうこともない。しかし、わたしはやはり、初出時のモノローグにこだわってみたい。（中略）確かに、わたし（たち）は「部落」という言葉に対し不分明であるにもかかわらず固定したイメージをもっているかもしれない。あるいは。それは偏見というかたちで表出するときもある。だが、つげ義春の作品にあっては、固定したイメージも偏見もおよそ無縁なものとなっていくのである。ーと言及している。

## 作品の舞台
白土が足をおとした夷隅川の杭穴のある場所は蟹取橋すぐ下流側で、近年までその杭穴が観察できた。しかし、2005年の蟹取橋の拡大工事によって、不可能になっている可能性が高くなるのではないかとも噂されたが現存する。

## 評価
- 久保隆 - 初めて作品の接した際、標題の直接性と最初の農村風景の絵だけで、言い知れぬ衝撃を受ける。一般的にはあまり注目されていないが、『李さん一家』や『紅い花』などがすぐれた作品で、つげの作品歴の中でも重要な位置にあることは十分に認めた上で、この作品を『沼』と並んで『ガロ』期のつげ義春における高度に達成された物語表現である[2]。